# Cerkev sv. Mohorja in Fortunata, Groblje
Cerkev svetega Mohorja in Fortunata se nahaja v  Grobljah. Je župnijska cerkev župnije Jarše pri Domžalah. Zgrajena je bila okoli leta 1500 in se uvršča med najimenitnejše spomenike baročne umetnosti na Slovenskem. 

## Lokacija in datacija
Cerkev svetega Mohorja in Fortunata se nahaja v okolici Domžal in Mengša ter 15 kilometrov izven Ljubljane. Predpostavlja se, da je bila cerkev svetega Mohorja in Fortunata v Grobljah zgrajena okoli leta 1500 kot podružnična cerkev svetega Mihaela v Mengšu. To je bilo obdobje turških vpadov; cerkev je omenjena v dokumentu, ki priča, da je cerkev v Grobljah leta 1526 plačala vojni davek, kar je tudi njena prva omemba v pisnih virih.

## Sveta Notburga
Za cerkev je bilo izjemnega pomena leto 1739, ko je knezoškof Kaspar Ignaz Künigl v Groblje v cerkev, takrat še pod zavetništvom sv. Andreja, poslal relikvijo svete Notburge. Mnogi romarji so potovali v Groblje, da bi se priporočili tej svetnici in prosili za zdravje njihovih bližnjih ter njihovih živali. Po priporočilu k svetnici so mnogi izpričevali, da se je ljudem in živalim zdravje čudežno povrnilo, kar je izjemno prispevalo k ugledu cerkve.

## Arhitektura in notranjost
Obnovitvena dela so se na cerkvi pričela izvajati po prihodu relikvij, leta 1747, in so se končala leta 1763. 9. avgusta 1763 je nadškof Karel Mihael Attems cerkev posvetil svetima Mohorju in Fortunatu. Od prvotne cerkve so ohranili le pročelje in zvonik.
Cerkev ima en glavni oltar in štiri stranske. Razmerje med ladjo in prezbiterijem je neobičajno; ladja je skoraj kvadratna (10,5x9,2m), prezbiterij pa je podolgovat (8x4,5m). Prezbiterij ima pet obokov, ki povezujejo oltar in ladjo.
Največji pečat je cerkvi dal Franc Jelovšek, ki je naredil poslikave iz življenja svetnikov: v prezbiteriju so prizori iz življenja svetih Mohorja in Fortunata, v kapelah pa prizori iz življenja svete Notburge in svetega Izidorja. Najverjetneje je Jelovšek izdelal tudi načrte za vseh pet oltarjev in prižnico.
Oltarji cerkve so izdelali med letoma 1759 in 1763. V velikem oltarju je slika obeh zavetnikov, ki kleče molita Mater Božjo; sliko je leta 1823 izdelal Janez Potočnik. Urban Gaber je izdelal opremo glavnega oltarja: kipe sv. Jožefa z Jezuščkom, sv, Ane z Marijo, tabernakelj in obhodna loka z bogato rokokojsko ornamentiko. Stranski oltarji so: oltar sv. Andreja (slika iz prve polovice 18. stoletja), oltar sv. Marjete (slika), oltar sv. Notburge, oltar sv. Izidorja (slika: Anton Cebej). Tudi kipi in tabernaklja stranskih oltarjev so delo Urbana Gabra.

### Franc Jelovšek
Franc Jelovšek, rojen v bližnjem Mengšu, je v tej cerkvi poslikaval v obdobju med 1759 in 1761. Franc Jelovšek je bil član skupine baročnih slikarjev v Ljubljani, katere del so bili tudi drugi znani slikarji, kot so Valentin Mentzinger (1699-1759), Fortunat Bergant (1721-1769) in Anton Cebej (1722-1774). Stropne poslikave cerkve v Grobljah iz leta 1761 so hkrati tudi njegov zadnje pomembnejše delo. Cerkev svetega Mohorja in Fortunata je bila leta 1966 razglašena za muzej Jelovškove umetnosti. Sin Krištof Andrej Jelovšek (1729-1776), ki je bil tudi slikar, vendar ne tako znan kot njegov oče, naj bi prav tako prispeval k nastanku tega velikega dela.

## Sodobna zgodovina cerkve
Cerkev je leta 1920 prevzel red lazaristov in v njem odprl misijonsko središče. Leta 1948 so cerkev nacionalizirali. Med letoma 1945 in 1959 je bilo v cerkvi skladišče kmetijskega posestva Groblje, leta 1960 so odstranili pevski kor, do leta 1978 so jo uporabljali samo za koncerte, nato pa med letoma 1979 in 1986 le za nedeljske maše. Občina Domžale je leta 1986 dala cerkev v najem župniji Jarše za 99 let, leta 1995 pa je bila denacionalizirana in spet postala last župnije. Leta 2005 so po načrtih arhitektov Roka Bende in Mihe Skoka ponovno postavili pevski kor, na njem pa je leta 2006 Orglarstvo Močnik namestilo orgle.

## Galerija
- Prezbiterij z glavnim in dvema stranskima oltarjema
- Glavni obok
- Pendantiv: sveta Janez in Pavel dajeta miloščino; avtoportret Franca Jelovška
- Stranski oltar Izidorja Madridskega
- Stranski oltar svetega Andreja
- Stranski oltar svete Marjete
- Pendantiv: Sv. Peter posvečuje Mohorja v škofa
- Pendantiv: Mohorja mučijo z razbeljenim železom
- Pendantiv: cesarski namestnik Sevast v Ogleju obsodi škofa Mohorja na smrt
- Pendantiv: oglejska mučenca čakata na obglavljenje
- Stranski oltar svete Notburge
- Oltarna slika svete Notburge